# Moerenhoutia
Moerenhoutia es un género de orquídeas perteneciente a la subfamilia Orchidoideae dentro de la familia Orchidaceae. 
Es considerado un sinónimo del género Platylepis.